# Landkreis Bad Neustadt an der Saale
Der Landkreis Bad Neustadt an der Saale, amtlich Landkreis Bad  Neustadt a.d.Saale, gehörte zum bayerischen Regierungsbezirk Unterfranken. Vor dem Beginn der bayerischen Gebietsreform am Anfang der 1970er Jahre hatte der Landkreis 39 Gemeinden.

## Geographie

### Wichtige Orte
Die größten Orte des Landkreises waren Bad Neustadt an der Saale, Bischofsheim an der Rhön und Oberelsbach.

### Nachbarkreise
Der Landkreis grenzte Anfang 1972 im Uhrzeigersinn im Nordwesten beginnend an den Landkreis Fulda (in Hessen) und an die Landkreise Mellrichstadt, Königshofen im Grabfeld, Bad Kissingen und Brückenau bzw. Bad Brückenau (alle in Bayern).

## Geschichte

### Bezirksamt
Das Bezirksamt Neustadt an der Saale wurde im Jahr 1862 durch den Zusammenschluss der Landgerichte älterer Ordnung Neustadt an der Saale und Bischofsheim gebildet.
Das Bezirksamt Neustadt an der Saale wurde am 1. Juli 1934 amtlich in Bezirksamt Bad Neustadt an der Saale umbenannt.

### Landkreis
Am 1. Januar 1939 wurde wie überall im Deutschen Reich die Bezeichnung Landkreis eingeführt. So wurde aus dem Bezirksamt der Landkreis Bad Neustadt an der Saale.
Am 1. Juli 1972 wurden dem Landkreis Bad Neustadt an der Saale im Zuge der Gebietsreform in Bayern die Landkreise Königshofen im Grabfeld und Mellrichstadt sowie die Gemeinde Strahlungen des Landkreises Bad Kissingen angegliedert. Am 1. Mai 1973 erhielt der neue Landkreis seine heutige Bezeichnung Landkreis Rhön-Grabfeld.

## Einwohnerentwicklung
| Jahr | Einwohner | Quelle |
| ---- | --------- | ------ |
| 1864 | 21.179    | [ 5 ]  |
| 1885 | 20.810    | [ 6 ]  |
| 1900 | 20.022    | [ 7 ]  |
| 1910 | 20.584    | [ 7 ]  |
| 1925 | 21.192    | [ 8 ]  |
| 1939 | 24.049    | [ 9 ]  |
| 1950 | 32.744    | [ 10 ] |
| 1960 | 33.300    | [ 11 ] |
| 1971 | 36.100    | [ 12 ] |

## Bezirksamtmänner (bis 1938) und Landräte (ab 1939)
- 1913–1918 Gustav Freiherr von Crailsheim
- 1918–1924 Albert Lederle
- 1924–1945 Konrad Stümmer
- 19??–1963 Albert Miller
- 1963–1972 Gottfried Miller (CSU)

## Gemeinden
Dem Landkreis gehörten bis zum Beginn der bayerischen Gebietsreform 39 Gemeinden an:
| - Bad Neustadt an der Saale, Stadt - Bischofsheim an der Rhön, Stadt - Brendlorenzen - Burgwallbach - Dürrnhof - Eichenhausen - Frankenheim - Ginolfs - Haselbach in der Rhön - Herschfeld - Heustreu - Hohenroth - Hollstadt | - Junkershausen - Langenleiten - Lebenhan - Leutershausen - Löhrieth - Mühlbach - Niederlauer - Oberebersbach - Oberelsbach - Oberweißenbrunn - Rödelmaier - Salz - Sandberg | - Schmalwasser - Schönau an der Brend - Sondernau - Unsleben - Unterebersbach - Unterelsbach - Unterweißenbrunn - Waldberg - Wargolshausen - Wegfurt - Weisbach - Windshausen - Wollbach |

Landkreis Bad Neustadt a. d. Saale, Gemeindegrenzenkarte von 1961

Die Gemeinde Bad Neuhaus wurde am 1. Juli 1934 in die Stadt Neustadt an der Saale eingemeindet, die den Namenszusatz „Bad“ übernahm.

## Kfz-Kennzeichen
Am 1. Juli 1956 wurde dem Landkreis bei der Einführung der bis heute gültigen Kfz-Kennzeichen das Unterscheidungszeichen NES zugewiesen. Es wird im Landkreis Rhön-Grabfeld durchgängig bis heute ausgegeben.